# بطولة الكويت لمحترفي الاسكواش 2007
بطولة الكويت المفتوحة للاسكواش 2007 هي نسخة عام 2007 من بطولة الكويت لرابطة محترفي الاسكواش، والتي أقيمت في الكويت في الفترة من 5-7 أبريل 2007. يتألف الفريق من 32 لاعبًا، منهم ثمانية لاعبين مؤهلين. يتم تصعيد أفضل 16 لاعبا.
في ذلك الموسم، فاز رامي عاشور في النهائي على عمرو شبانة.

## اللاعبين المصنفين
1. مصر عمرو شبانة (نهائي)
2. فرنسا غريغوري غوتييه[5]
3. أستراليا ديفيد بالمر (نصف نهائي)
4. مصر رامي عاشور (بطولة)
5. أستراليا أنتوني ريكيتس
6. إنجلترا نيك ماثيو[6] (ربع نهائي)
7. إنجلترا جيمس ويلستروب
8. مصر كريم درويش[7] (ربع نهائي)
9. إنجلترا لي بيتشل[6] (ربع نهائي)
10. أستراليا ستيوارت بوسويل[8][9]
11. أستراليا جون وايت (لاعب إسكواش)[10][11]
12. مصر وائل الهندي[12] (ربع نهائي)
13. مصر محمد عباس (لاعب إسكواش)[13]
14. إنجلترا أدريان غرانت[14]
15. ماليزيا اونغ بينغ هي[15][16]
16. إنجلترا بيتر باركر[17]

## روابط خارجية
- صفحة موقع الاسكواش
- بطولة الكويت المفتوحة للاسكواش (رجال) 2007
- بطولة الكويت المفتوحة للاسكواش (سيدات) 2005